# QED (testo teatrale)
QED - Un giorno nella vita di Richard Feynman (QED) è una commedia teatrale di due atti scritta da Peter Parnell nel 2001.

## Storia e rappresentazioni
Il testo nasce da una collaborazione tra il drammaturgo Peter Parnell, l’attore Alan Alda e il regista Gordon Davidson: a metà anni ’90 Alda, avendo letto i libri autobiografici di Feynman, contattò Davidson, che a sua volta suggerì Parnell come drammaturgo. La stesura del testo, frutto di molte revisioni e della consulenza aggiuntiva di Brian Greene, richiese più di sei anni. La prima rappresentazione ebbe luogo al Mark Taper Forum di Los Angeles il 25 marzo 2001, per la regia di Gordon Davidson. Successivamente lo spettacolo è stato trasferito a Broadway, sempre con Alan Alda nella parte di Feynman. Oltre 40 repliche ebbero luogo al Vivian Beaumont Theater tra il 18 novembre 2001 e il 20 giugno 2002, con grande successo di critica e di pubblico. 
Il testo è stato pubblicato in inglese nel 2002. Negli anni successivi è stato tradotto e rappresentato in altre lingue, tra cui l’italiano.
La prima italiana, con regia, produzione e traduzione di Luca Giberti e con Andrea Nicolini nella parte di Feynman, ha avuto luogo il 1º Novembre 2005 al Teatro Stabile di Genova. In seguito lo spettacolo è stato rappresentato in vari altri teatri, tra cui il Piccolo di Milano, nella storica Sala Grassi di via Rovello, e il Teatro di Rifredi di Firenze.

## Trama
Il testo segue Feynman durante parte di una giornata del giugno 1986, nel suo ufficio al Caltech.